# Boswell Sisters
The Boswell Sisters – grupa wokalna składająca się z trzech śpiewających sióstr Boswell: Connie (Constance, 3 grudnia 1907 – 11 października 1976), Vet (Helvetia, 20 maja 1911 – 12 listopada 1988) i Marthy (9 czerwca 1905 – 2 lipca 1958). Martha ponadto w
niektórych piosenkach grała na pianinie. Były sławne w latach 30. XX wieku. Jedną z ich piosenek cieszących się wielką popularnością jest utwór Rock and Roll.
The Andrews Sisters sławne w latach 40. przyznały, że zaczęły śpiewać we trzy, gdy zobaczyły jeden z występów sióstr Boswell.
Zespół zakończył działalność w roku 1936, przy czym dwie z sióstr – Vet i Martha – rozstały się wówczas z estradą. Connee Boswell (na fotografii pośrodku, od 1940 r. używała zmienionej pisowni imienia) kontynuowała natomiast z powodzeniem karierę solową. Najbardziej znane były piosenki, które śpiewała w duecie z Bingiem Crosby (m.in. Alexander’s Ragtime Band i Bob White). Występowała również w filmach muzycznych, pomimo faktu, że od dzieciństwa była niepełnosprawna – używała wózka inwalidzkiego, a śpiewała siedząc lub niekiedy stojąc w aparacie ortopedycznym.